# Dree Hemingway
Pour les articles homonymes, voir Hemingway (homonymie).
Dree Hemingway, née Dree Louise Hemingway Crisman le 4 décembre 1987 dans l'État de l'Idaho, aux États-Unis est un mannequin et une actrice américaine parfois décrite comme une It girl.
Elle est aussi connue comme la fille de l'actrice Mariel Hemingway, la nièce de l'actrice et mannequin Margaux Hemingway et l'arrière petite-fille de l'écrivain Ernest Hemingway.
On a pu la remarquer au grand écran dans le film Nous York.

## Biographie

### Enfance
Fille de l'actrice Mariel Hemingway et du réalisateur Stephen Crisman, elle a une sœur nommée Langley qui est aussi mannequin.
Après avoir étudié à l'école élémentaire Ernest Hemingway dans la ville de Ketchum, elle déménage à Westlake Village où elle fréquente le lycée catholique d'Oaks. Elle vit désormais à New York.
Depuis l'âge de cinq ans, elle pratique la danse classique. Alors qu'elle voulait au départ devenir une ballerine, elle a finalement porté son choix sur le mannequinat. Elle s'est exercée au New York City Ballet mais stoppe la danse en 2008.

### Début de carrière
En 2003, elle participe au Bal des Débutantes. L'année suivante, elle signe un contrat avec l'agence de mannequins Ford Model Management. Elle pose alors en couverture de Teen Vogue et se fait remarquer par le site web hintmag.com qui la présente comme l'une des meilleures nouvelles venues de l'industrie du mannequinat. Abercrombie & Fitch et DKNY la choisissent pour figurer dans leurs publicités.
En 2008, elle décide de quitter son agence et signe un contrat avec Elite Model Management. Elle apparaît dans un éditorial du magazine Jalouse et le site web models.com la désigne à son tour comme l'une des meilleures nouvelles mannequins.
En 2009, après avoir posé pour des magazines tels que Vogue et Interview et pour la marque Halston, elle participe à son premier défilé de mode, pour Givenchy. Cette année-là, elle est aussi l'égérie de Mango et Gucci.

### Carrière de mannequin
En 2010, Gianfranco Ferré, Valentino et Jean Paul Gaultier la choisissent comme égérie,, et elle devient le visage du parfum Lady Million de Paco Rabanne,,,. Deborah Lippmann (en) crée un vernis à ongles spécialement pour elle, nommé Supermodel. Elle arpente le podium de Lanvin pour H&M. Elle fait également la publicité de Chanel avec Abbey Lee Kershaw et Baptiste Giabiconi dans un court métrage réalisé par Karl Lagerfeld,, AY et Salvatore Ferragamo, et pose en couverture de W Korea et i-D.
En 2011, elle pose aux côtés de Justin Bieber pour promouvoir son parfum Someday,,. Ses autres publicités incluent Repossi, DAKS (en), Margaret Howell, Marc O'Polo (en), Hugo Boss, Diesel, J.Crew, Loewe et Macy's. Elle participe au défilé de Matthew Williamson. Elle fait la couverture de Zoo Magazine, Vogue Turkey et Vogue España. Derek Lam confie à WWD que sa dernière collection lui a été inspirée par Dree et Mariel Hemingway.
En 2012, elle signe une collection en collaboration avec la marque Sandro,,. Elle fait une vidéo pour le calendrier de l'avent du site web du magazine LOVE. Elle fait la publicité de Ermanno Scervino,, Ann Inc. (en), ManiaMania, Hugo Boss, Tory Burch et de la collection de Katie Grand (en) pour Hogan. Elle pose en couverture de i-D, Vanidades, Muse et Elle France.
En 2013, elle fait partie des quinze personnalités les mieux habillées selon le magazine Vanity Fair,. Elle fait une vidéo pour le calendrier de l'avent du site web du magazine LOVE (en). Elle défile pour Chanel et pose pour Gant,, Ermanno Scervino, Esprit (aux côtés de Liu Wen), Shiatzy Chen (en), David Yurman (en), Gap et Louis Vuitton,. Les magazines Interview, Zeit, Rika et Harper's Bazaar UK choisissent de la mettre en couverture.
En 2014, elle fait la publicité de Agnona et pose dans un éditorial du Vanity Fair français.
En 2015, elle apparaît dans la publicité pour l'eau de parfum Chloé.
En 2016, elle devient la Playmate du mois de mars pour le magazine Playboy. Elle est la première playmate non nue de la revue du fait de la nouvelle politique de la direction.

## Filmographie

### Cinéma
- 2009 : My Suicide : fille chrétienne n°2
- 2010 : Privileged : écolière n°1
- 2011 : The Truth About Angels : Kristi
- 2012 : Someday This Pain Will Be Useful to You : Rhonda
- 2012 : Starlet : Jane
- 2012 : Nous York : Denise
- 2014 : Listen Up Philip : Emily
- 2015 : While We're Young : Tipper
- 2017 : Love After Love : Emilie
- 2018 : In a Relationship : Willa
- 2019 : Run With The Hunted : Peaches

### Télévision
- 2006 : Between Truth and Lies : Lisa
- 2008 : Gigantic : Madison

### Clips musicaux
- 2012 : I Always Knew, The Vaccines